# 馬斯科達 (明尼蘇達州)
馬斯科達（英語：Muskoda）是位於美國明尼蘇達州克萊縣霍利鎮區的一個鬼鎮。

## 歷史
馬斯科達的郵局於1873年成立，其後於1930年停運。地名在奥吉布瓦语（Mashkode）中的意思為「草原」。

## 地理
馬斯科達所處的海拔為高於海平面323米（即1060英呎），而該地所採用的時區為UTC-6，即北美中部時區（CST）。同時該地設有夏令時間，為UTC-6調快一小時，即UTC-5（CDT）。